# Незнамово
Незнамово — село в Старооскольском городском округе Белгородской области, центр Незнамовской сельской территории.

## География
Незнамово находится в 11 километрах к югу от Старого Оскола. Через село проходит транспортная магистраль регионального значения Р188, которая связывает Старый Оскол с Чернянкой и Новым Осколом. Также через Незнамово проходят трамвайные пути, связывающие Старый Оскол с ОЭМК.

## История
В начале XVII века правительство определило («отвело») недалеко от устья речки Убля на левом берегу в Ублинском лесу небольшой открытый участок, который получил название «Отводная поляна». В 1639 году в Оскольский край на службу прибыл Лука Алексеевич Незнамов. Земельные владения по Государеву указу ему определили в Отводной поляне, где был основан починок, который получил название «починок Лукьяна Незнамова». Впоследствии его фамилия закрепилась в названии села, которое стало называться Незнамово.
К концу XVII века произошли некоторые изменения в административно-территориальном делении Старооскольского уезда — деревня Незнамова вошли в состав Окологородного стана. Сам Старооскольский уезд в 1711 году вошёл в состав вновь образовавшейся Киевской губернии.
В 1802 году, при императоре Александре I, указом от 24 апреля был восстановлен ряд уездных городов, в частности Новый Оскол и Тим. В связи с этим произошли территориально-административные изменения в Старооскольском уезде, в результате которых часть населенных пунктов отошла к Тимскому и Новооскольскому уездам. Деревня Незнамова относилась к Котовской волости Старооскольского уезда Курской губернии. Со временем число волостей увеличивалось, и поселение до конца столетия находилось в составе Стрелецкой волости Старооскольского уезда.
После отмены крепостного права деревня Незнамова играет все большую роль среди поселений в устье реки Убля. Так, к концу века, по данным 1892-1896 годов, село Незнамова имело 105 дворов и 1001 жителя. В 1901 году была открыта земская начальная школа. К 1903-1904 годам был построен Свято-Никольский храм — главная достопримечательность села.
В 1910 году начался экономический подъём, который продолжался до 1914 года, но война, начавшаяся летом того же года, подорвала экономику сельского хозяйства.
В 1917 году была установлена Советская власть. Был создан Совет рабочих и крестьянских депутатов.
В 1934 году был образован Незнамовский сельский совет, который был включен в Старооскольский район Курской области.
C 3 июля 1942 года по 5 февраля 1943 года Старооскольский район находился под оккупацией. Село Незнамово было освобождено советскими войсками 29 января 1943 года.
В связи с открытием автобусного движения в 1965 году улучшилась связь города с селом. В 1969 году открылся новый Дом культуры, а в 1981 появилось трамвайное движение. 
В 1993 году произошло объединение города Старый Оскол и Старооскольского района. Сельский совет был реорганизован в сельскую администрацию.
В 1995 году в селе существовал сельхозкооператив «Незнамовский», несколько фермерских хозяйств, садоводческое товарищество «Мичуринец» по производству плодов и ягод, товарищество «Рейсмус» по производству стеновых блоков, товарищество «Россиянка» (трикотаж), оптовое торговое предприятие и еще ряд мелких торговых предприятий.

## Транспорт
Через Незнамово проходит автодорога регионального значения 14К-9, связывающая село с городом Старый Оскол и промзонами БСИ и ОЭМК.

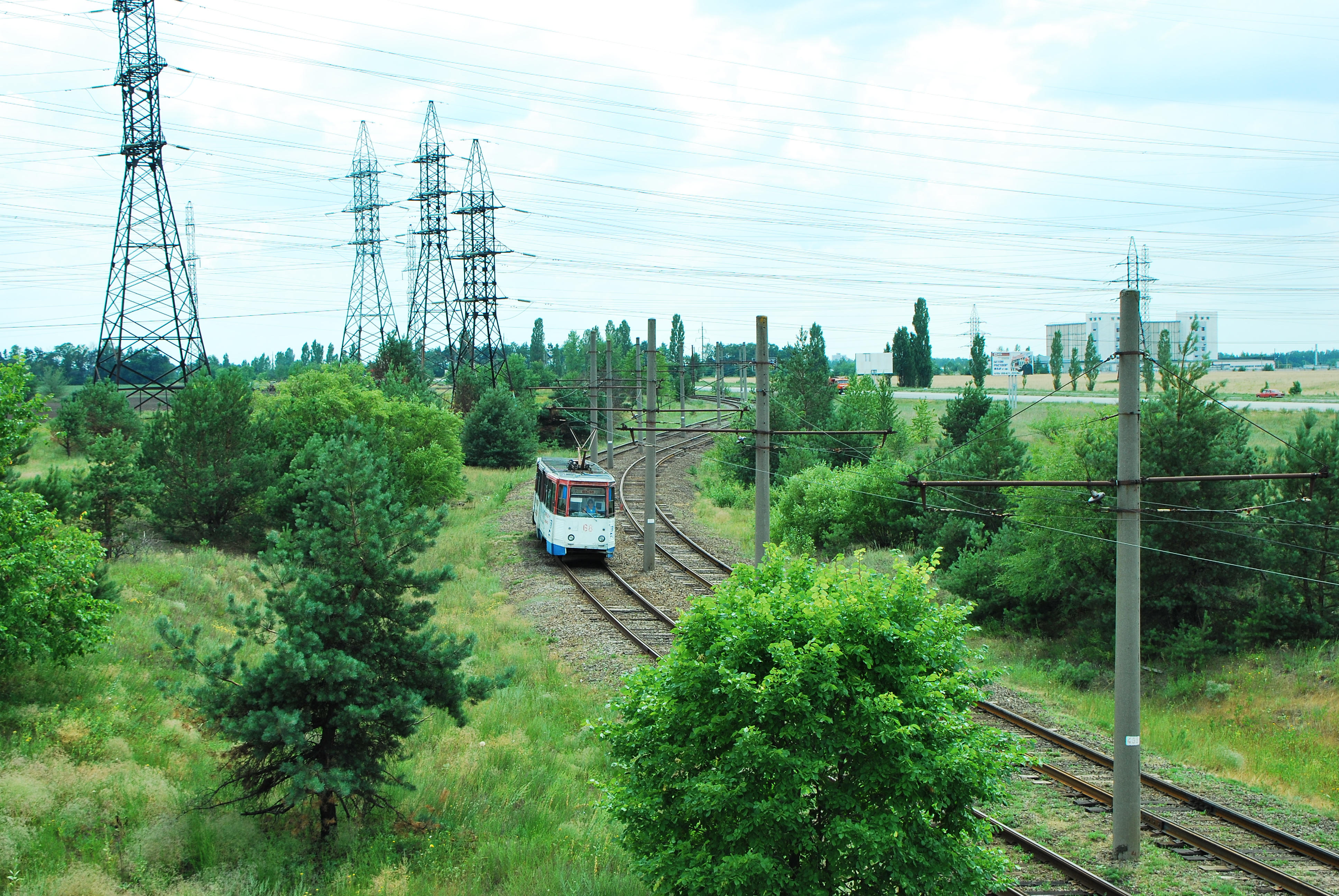
Трамвай подъезжает к Незнамово со стороны БСИ

Трамвайные пути Старооскольского скоростного трамвая проходят от северо-восточной части Старого Оскола до ОЭМК через село Незнамово. В селе оборудован остановочный пункт. 

## Население
| 2002 | 2010  |
| ---- | ----- |
| 1272 | ↗1430 |

## Известные уроженцы
- Никитченко, Иван Моисеевич (1905—1943) — красноармеец Рабоче-крестьянской Красной Армии, участник Великой Отечественной войны, Герой Советского Союза (1943).